# Hansa-Brandenburg CC
Hansa-Brandenburg CC byl německý stíhací létající člun z první světové války. Byl používán u německého a rakousko-uherského námořnictva.

## Historie
Letoun navrhl inženýr Ernst Heinkel během roku 1916 pro použití u rakousko-uherského námořnictva. Byl to jednomístný létající člun s tlačným motorem. Rakousko-uherská letadla byla poháněná motorem Austro-Daimler o výkonu 160 k (118 kW) nebo motorem Hiero o výkonu 180 k (132 kW) a vyzbrojena jedním 8mm kulometem Schwarzlose. Německá letadla poháněl motor Benz Bz.III o výkonu 150 k (110 kW) a ozbrojena s jedním nebo dvěma kulomety LMG 08/15.
Rakousko-Uhersko obdrželo 37 kusů letounů, které používalo u protivzdušné obrany přístavů a námořních základen podél pobřeží Jaderského moře. Německé námořnictvo obdrželo 36 kusů.

## Specifikace

Třípohledový nákres Hansa-Brandenburg CC

### Technické údaje
Data z knihy The Complete Book of Fighters
- Osádka: 1
- Rozpětí: 9,30 m
- Délka: 7,69 m
- Výška: 3,57 m
- Nosná plocha: 26,5 m²
- Hmotnost prázdného stroje: 800 kg
- Vzletová hmotnost: 1080 kg
- Pohonná jednotka: 1 × kapalinou chlazený řadový šestiválec Benz Bz.III
- Výkon pohonné jednotky: 150 k (110 kW)
- Vrtule: dřevěná dvoulistá

### Výkony
- Maximální rychlost: 175 km/h
- Dolet: 500 km
- Čas výstupu do 1000 m: 4,8 min
- Poměr výkon/hmotnost: 0,10 kW/kg

### Výzbroj
- 1× 8mm kulomet Schwarzlose (Rakousko-Uhersko), 1 × nebo 2 × kulomet LMG 08/15 (Německo)